# Numero Uno (zespół muzyczny)
Numero Uno – projekt powstały w latach 80. w Holandii. Tworzyli go bracia bliźniacy, Hans i Rob Keller. Najbardziej znanym utworem grupy jest „Tora Tora Tora”, który był jednym z pierwszych hitów italo disco.
Bracia Keller urodzili się (25 czerwca 1952) i wychowali w Hilversum w Holandii. Są bliźniętami jednojajowymi. Od dziecka marzyli o tworzeniu muzyki i śpiewali już w przedszkolu. Od 1980 r. zajmują się śpiewaniem profesjonalnie. Są piosenkarzami i tancerzami, a z zawodu malarzami sztuki.

## O zespole
Pierwotnie grupa nazywała się Chips. Tworzyli ją bracia Keller oraz piosenkarka i aktorka, Lidy Sluyter, a produkcją zajmował się Hans van Hemert. Nagrali m.in. piosenkę „You name it I’ll do it”.
W 1985 roku duet holenderskich producentów Bolland & Bolland (odpowiedzialny m.in. za jeden z największych hitów Falco – „Rock me Amadeus”, czy utwór zespołu Status Quo – „In the Army Now”), wyprodukował powstały rok wcześniej utwór Numero Uno – „Tora Tora Tora”, który stał się hitem i pozwolił zespołowi osiągnąć szczyt popularności. Singel, pochodzący z albumu „Uno”, został wydany w 15 krajach i osiągnął pierwsze miejsca na wielu listach przebojów, głównie w krajach skandynawskich, stając się prawdziwym „numerem jeden”. „Tora Tora Tora” była również tematem jednego z odcinków „Gylne Tider”, programu nadawanego w norweskiej telewizji TV2.
Po wydaniu pierwszej płyty, grupa udała się w trasę promocyjną po Europie. Koncertowali głównie w Skandynawii i Niemczech na festiwalach pop, obok m.in. Hot Chocolate i Sandry. We Francji, Grecji, Hiszpanii i Włoszech trasa również okazała się sporym sukcesem.
W 1989 r. grupa pod nazwą Keller Bros. wraz z producentem Ton’em Scherpenzeel’em z zespołu Kayak, wydała piosenkę „Margarita”.

## Dyskografia

### Albumy studyjne
- Uno (1985)

### Single i EP
- „Tora Tora Tora” (1984)
- „Madonna” (1985)
- „Madonna/Tora Tora Tora” (12) (1985)
- „Tattoo” (1987)